# Semaeopus concinnata
Semaeopus concinnata là một loài bướm đêm trong họ Geometridae.